# Associazione Sportiva Del Duca Ascoli 1968-1969
Questa pagina raccoglie le informazioni riguardanti l'Associazione Sportiva Del Duca Ascoli nelle competizioni ufficiali della stagione 1968-1969.

## Rosa
| N. |                    | Ruolo | Calciatore             |
| -- | ------------------ | ----- | ---------------------- |
|    | Italia (bandiera)  | P     | Armando Buffon         |
|    | Italia (bandiera)  | D     | Silvio Camaioni        |
|    | Italia (bandiera)  | C     | Adelmo Capelli         |
|    | Italia (bandiera)  | D     | Giovanni Costantini    |
|    | Italia (bandiera)  | A     | Gianfranco De Bernardi |
|    | Brasile (bandiera) | A     | Francesco De Mecenas   |
|    | Italia (bandiera)  | C     | Angelo Desio           |
|    | Italia (bandiera)  | D     | Salvatore Flamini      |
|    | Italia (bandiera)  | D     | Giuseppe Follari       |
|    | Italia (bandiera)  | A     | Igino Gasparini        |
|    | Italia (bandiera)  | C     | Rossano Giampaglia     |
|    | Italia (bandiera)  | D     | Gianni Girotto         |
|    | Italia (bandiera)  | D     | Vittorio Guzzo         |

| N. |                   | Ruolo | Calciatore         |
| -- | ----------------- | ----- | ------------------ |
|    | Italia (bandiera) | P     | Giorgio Maestri    |
|    | Italia (bandiera) | D     | Carlo Mazzone      |
|    | Italia (bandiera) | D     | Maurizio Moretti   |
|    | Italia (bandiera) | C     | Antonio Natalini   |
|    | Italia (bandiera) | C     | Paolo Pierbattista |
|    | Italia (bandiera) | C     | Michele Salvato    |
|    | Italia (bandiera) | C     | Roberto Scichilone |
|    | Italia (bandiera) | A     | Giovanni Tarantini |
|    | Italia (bandiera) | C     | Mario Vivani       |
|    | Italia (bandiera) | A     | Gianfranco Zeli    |
|    | Italia (bandiera) | C     | Vincenzo Zucchini  |